# Hoór-Tempis Móric
Hoór-Tempis Móric (teljes nevén Hoór-Tempis Móric Ferenc János) (Nagyszeben, 1867. május 6. – Budapest, 1944. január 29.) villamosmérnök, fizikus, egyetemi tanár, a Magyar Tudományos Akadémia rendes tagja. Elévülhetetlen érdemeket szerzett a magyarországi energiaipar villamosítása területén, közreműködött több hazai villamos erőmű tervezésében és létesítésében.

## Családja
Hoór Móric és Tempis Zsuzsanna fiaként született. Felesége Serédi Sarolta énekesnő volt, akivel 1895-ben kötött házasságot. Lánya Hoór Tempis Erzsébet (1899–1981) énekművész, énektanár.

## Neve
Az 1890-es évekig Hoor Mór név alatt jelentek meg publikációi, olasz származású édesanyja, Erasmina de Tempis iránti tiszteletből a Tempis tagot ekkoriban illeszthette apai családnevéhez. A századfordulótól mindenesetre általánossá vált a Hoór-Tempis Móric névalak használata. Ennek ellenére az életrajzi lexikonok és szakcikkek Hoór Tempis Mór, esetleg Hoór-Tempis Mór formában hivatkoznak a tudósra, mely névalakot ő ténylegesen soha nem tüntette fel publikációiban.

## Életútja
A Bécsi Egyetemen szerzett elméleti és kísérleti fizikusi bölcsészdoktori oklevelet 1889-ben. 1889-től két évtizeden keresztül, 1908-ig a budapesti Ganz Villamossági Művekben dolgozott, előbb mint a kísérleti osztály, majd mint a villamoserőmű-tervező osztály mérnöke, 1902 után ez utóbbi vezetője. Egyidejűleg 1894-ben magántanári képesítést szerzett a budapesti Királyi József Műegyetemen, az elektromosság és mágnesség elméletének előadója lett. 1900 után a villamos művek tervezési gyakorlatait is ő vezette a műegyetemen. A Ganznál végzett mérnöki tevékenysége mellett 1902-ben elvállalta a Budapesti Általános Villamossági Rt. tervező- és építőosztályának vezetését. 1908-ban valamennyi állását felszámolta, és a fővárosban megnyitotta magánmérnöki irodáját, amely szakértői, tanácsadói mérnöki szolgáltatásokat nyújtott.
1914-ben magánvállalkozása mellett az Országos Vízépítési Igazgatóság szakértője lett, e munkakört 1919-ig látta el. Ugyancsak 1914-től 1931-ig megbízott óraadóként tartott közüzemi költségszámítási, szervezéstani és üzemi gyakorlati, 1920-tól energia-gazdaságtani előadásokat a József Nádor Műegyetemen. 1937–1939-ben az energiatermelés és -ellátás tárgykör előadója volt az egyetemen.

## Munkássága
Pályája elején főként az elektromos mérések problematikáját, az elektromos kondenzátorok és villanymotorok működési elvét és alkalmazási lehetőségeit vizsgálta. Az 1910-es évektől az energiagazdálkodás villamosításának, a villamosenergia-rendszer korszerűsítésének kérdései felé fordult tudományos érdeklődése, de behatóan foglalkozott a vízenergia hasznosításának lehetőségeivel (pl. Ráckevei-Duna), valamint a városi villamos erőművek fejlesztésével is. Kiemelkedő szerepet vállalt több magyarországi (Debrecen, Esztergom, Nagyenyed, Nagyvárad, Sepsiszentgyörgy, Vác, Bánhida stb.), valamint külföldi villamos erőmű tervezésében. Közreműködött az első magyarországi villamos teherelosztó létesítésében (1937).
Fizikai kísérleteiben és szakcikkeiben a dielektromos testek fizikájával, valamint a mágneses és a dielektromos polarizáció kérdéseivel foglalkozott.
1919-ben a béke-előkészítő bizottság felkérésére Edvi Illés Aladárral elvégezte Magyarország gazdaságstatisztikai adatsorainak feldolgozását. Műkedvelőként zenetörténettel és zenefiziológiával is foglalkozott.

### Társasági tagságai és elismerései
Tudományos eredményei elismeréseként 1902-ben a Magyar Tudományos Akadémia levelező, 1937-ben rendes tagjává választották.

### Főbb művei
- Elektrotechnika I–II. Budapest: Mérnök- és Építész-Egylet. 1893.
- Az elektromosság és mágnesség elmélete. Budapest: Mérnök- és Építész-Egylet. 1893.
- Elektromos mérések és mérőeszközök. Budapest: Mérnök- és Építész-Egylet. 1894.
- Az európai államok energiagazdálkodása és a békeszerződések. Budapest: Magyar Külügyi Társaság. 1921.
- Közüzemi problémák. Budapest: Székesfővárosi Házinyomda. 1933.   (Kuncz Ödönnel és Magyary Zoltánnal)
- A felsővezetékes és akkumulátoros, vaspályához nem kötött villamos közúti járművek a városi személy- és teherforgalomban. Budapest: Gergely. 1937.